# Fallout Wiki
Fallout Wiki: Nukapedia + The Vault là một wiki về vũ trụ hư cấu Fallout. Nó bao gồm tất cả các trò chơi video Fallout, cũng như tất cả các nội dung liên quan đến Fallout. Wiki Fallout chạy trên MediaWiki và hiện là một phần của mạng Fandom. Trang web này cũng có sẵn bằng một số ngôn ngữ khác, bao gồm tiếng Bulgaria, tiếng Trung, tiếng Hà Lan, tiếng Pháp, tiếng Đức, tiếng Do Thái, tiếng Hungary, tiếng Ý, tiếng Nhật, tiếng Na Uy, tiếng Ba Lan, tiếng Bồ Đào Nha, tiếng Nga, tiếng Tây Ban Nha và tiếng Thổ Nhĩ Kỳ và tiếng Ukraina. Ban đầu được đặt tên đơn giản là The Vault, giữa năm 2011 và năm 2019, wiki được chia thành hai trang web hoạt động độc lập: The Vault và Nukapedia, đã quyết định hợp nhất vào năm 2019.

## Lịch sử và mô tả
Vault được thành lập bởi Paweł Dembowski và ra mắt vào ngày 7 tháng 2 năm 2005, ban đầu được tổ chức bởi Fallout fansite Duck and Cover, như một nguồn thông tin chung về vũ trụ Fallout, ban đầu tập trung chủ yếu vào thông tin về thế giới Fallout, như được mô tả trong Fallout và Fallout 2. Mục đích của nó là tiếp tục công việc được bắt đầu bởi nhà phát triển Fallout 2 Chris Avellone trong cuốn Kinh thánh Fallout của ông, có nghĩa là một hướng dẫn tham khảo cho vũ trụ giả tưởng Fallout, nhưng đã bị bỏ rơi sau khi Avellone rời Black Isle Studios. Kể từ khi ra mắt, wiki đã mở rộng để bao gồm toàn bộ loạt Fallout, cả về vũ trụ hư cấu lẫn về thông tin trò chơi và trợ giúp.
Vào năm 2007, bởi vì máy chủ ban đầu không còn có thể khiến wiki liên tục bị nhắm mục tiêu cho các hoạt động khai thác khác nhau bởi những kẻ gửi thư rác cũng như những kẻ tấn công khác, Vault chuyển sang Wikia (nay là Fandom), và trở thành một trong những wiki nổi tiếng nhất của Wikia sau khi phát hành Fallout 3 bởi Bethesda Softworks vào tháng 10 năm 2008. Nó đã phá vỡ các kỷ lục phổ biến trước đây về bách khoa toàn thư trò chơi điện tử vào cuối tuần sau khi phát hành Fallout: New Vegas vào tháng 10 năm 2010, với lượt xem trang hàng ngày đứng đầu ở mức 8,8 triệu (kỷ lục trước đó là 5 triệu, thuộc về WoWWiki). Trong tuần đầu tiên phát hành trò chơi, trang web đạt ngưỡng 2,5 triệu khách truy cập.
Vào tháng 10 năm 2011, The Vault đã được chia ra bởi người sáng lập và nhiều quản trị viên đã chuyển sang FalloutWiki.com và sau đó tiếp tục chuyển sang fallout.gamepedia.com, cả hai được lưu trữ bởi Curse. Phiên bản wikia vẫn còn, bây giờ sử dụng dưới tên "Nukopedia".
Trong một cuộc phỏng vấn với Eurogamer, người sáng lập wiki đã tuyên bố rằng nó thậm chí còn được sử dụng làm nguồn của các nhà phát triển trò chơi Fallout gần đây, trích dẫn một ví dụ về truyền thuyết trong Fallout 3 bị ảnh hưởng bởi The Vault.
Vault cũng đã phát hành một số thông tin chưa biết trước đây về các dự án Fallout bị hủy như trò chơi console Fallout Extreme 2000 và dự án phim Fallout bị hủy bỏ năm 1998, cũng như sử dụng  kênh YouTube và các phương tiện truyền thông xã hội khác để cung cấp âm thanh và video cho Fallout Media có sẵn. Nukopedia cũng đã làm việc để cung cấp một số bản nhạc Fallout và các đoạn cắt cảnh trên kênh YouTube.
Vào năm 2019, sau khi mạng lưới Curse được mua bởi Wikia và cả The Vault và, Nukopedia đã được lưu trữ bởi cùng một công ty, quản trị viên của cả hai wiki đã quyết định bắt đầu quá trình sáp nhập hai trang web đã tách trước đó thành một lần nữa, dưới tên "Wiki Fallout" (phụ đề "Nukopedia + The Vault"). Hai phiên bản của trang web vẫn có thể được truy cập riêng cho đến khi việc sáp nhập hoàn tất.